# Сюма
Сюма (Юсюма, Нюсима) — река в Шенкурском районе Архангельской области, левый приток реки Ваги (бассейн Северной Двины).
Протекает по территории Сюмского сельского поселения. Берёт начало на административной границе Шенкурского и Няндомского муниципальных районов, восточнее русла реки Мехреньга. Течёт с северо-запада на юго-восток. Устье реки — Вага (приток Северной Двины). Длина реки — 100 км, площадь водосбора — 722 км². В нижнем течении реку пересекает мост автодороги «Холмогоры». Речка Сюмозерка соединяет Сюму с озером Сюмозеро.
Бассейновый округ — Двинско-Печорский.

## Притоки
- Сюмозерка
- Мурча
- Пышега
- Вортюга
- Раксара
- Малежма
- Тара
- Харгала
- Бахнев
- Тондуга
- Кумжева
- Вобриха
- Полуга

## Населённые пункты
В среднем течении реки находятся деревни Федотовская (нежил.), Кононовская (нежил.), Сторожевская (нежил.), Есиповская (нежил.) Клемушино, Чураковская (нежил.), Ерёминская (нежил.), Саладино (нежил.), Гришинская (нежил.), Ермолинская, Нижнелукинская, Белавинская (нежил.), Кривобрская. В устье реки находится центр Сюмского поселения деревня Куликовская (Сюма).